# Museu do Universo
O Museu do Universo é um museu dedicado à astronomia. Foi inaugurado em 1970 no número cem da rua Vice-Governador Rubens Berardo, no bairro da Gávea, na cidade do Rio de Janeiro, no Brasil. 

## História
Foi o segundo museu do Brasil dedicado à astronomia (o primeiro foi o Observatório Nacional, construído a mando do imperador Pedro I). Foi chamado de "Planetário do Rio de Janeiro" até 2008 com a conclusão do Museu Cósmico no bairro de Santa Cruz. Assim, o Museu Cósmico passou a ser conhecido como Planetário de Santa Cruz, e o Museu do Universo passou a ser conhecido como Planetário da Gávea. 

## Atividades
A instituição possui, em funcionamento, duas cúpulas para simulação de eventos astronômicos: a Carl Sagan e a Galileu Galilei. A primeira tem capacidade para 263 pessoas e abriga o planetário modelo Universarium VIII – TD. A segunda tem disponibilidade para receber 90 visitantes e conta com o planetário digital modelo Barco/RSA Cosmos. Com o objetivo de difundir a astronomia, as ciências afins e eventos culturais, a instituição promove atividades diversas, recebendo, por ano, aproximadamente 160 mil visitantes.

### Exposições

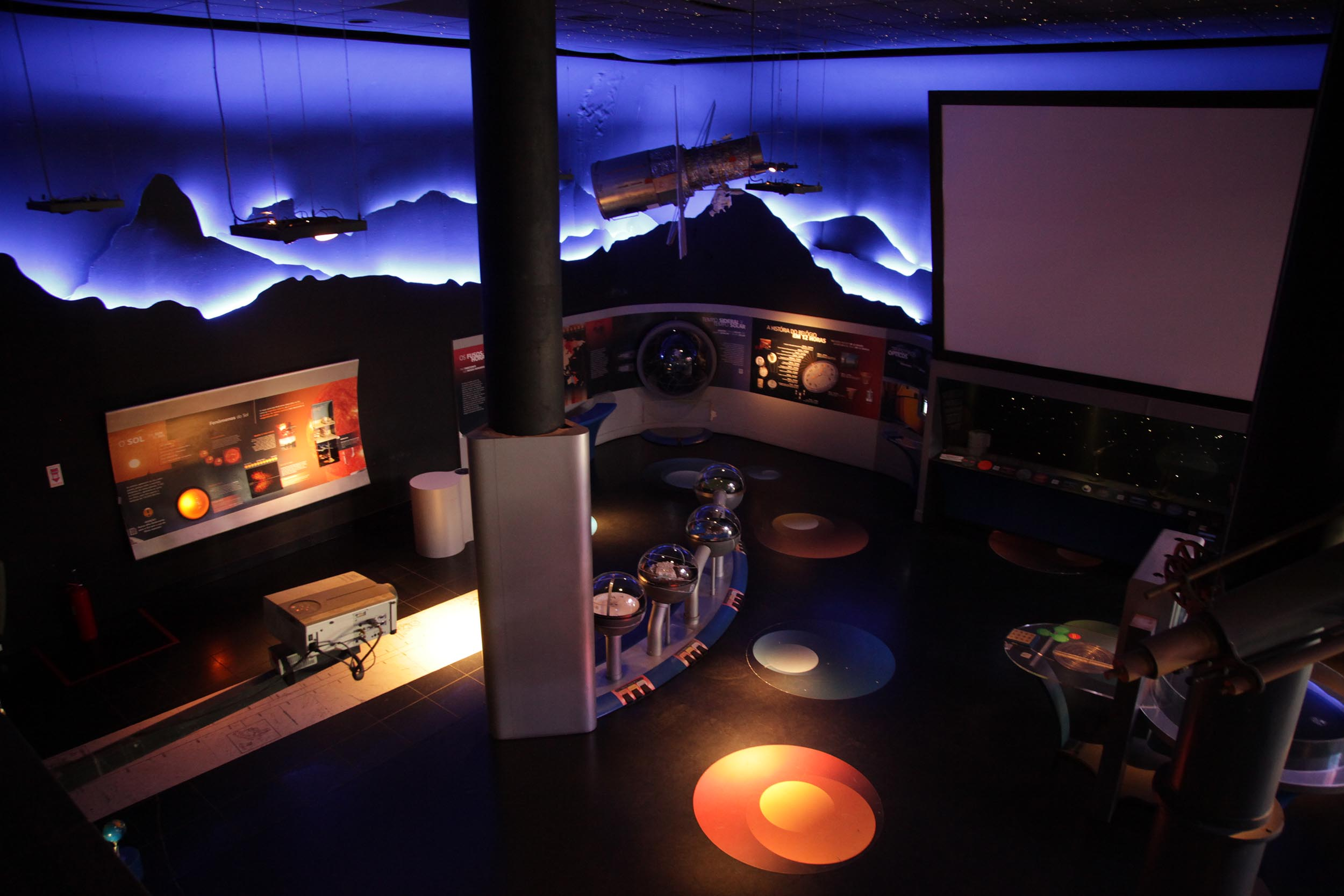
Interior do museu

#### Permanentes
São 56 experimentos interativos sobre astronomia que ocupam todo o pavimento térreo. Funcionam diariamente, com exceção de segunda-feira.

#### Temporárias
As exposições temporárias e itinerantes de cunho científico ocupam o mezanino do Museu do Universo. 

### Projetos

#### Colônia de férias "Brincando e Aprendendo Astronomia"
Sempre nas férias escolares de verão e de inverno, crianças alfabetizadas de 6 a 9 anos brincam aprendendo com uma equipe de astrônomos sobre o Sistema Solar e seus fenômenos. São atendidos dois grupos diferentes, em duas semanas, de segunda a sexta-feira. 

#### "Dormindo com as estrelas"
No segundo semestre do ano, crianças passam a noite na instituição, de sexta para sábado, e participam de inúmeras atividades científicas e recreativas. A atividade é oferecida durante um mês.

#### Feira de ciências

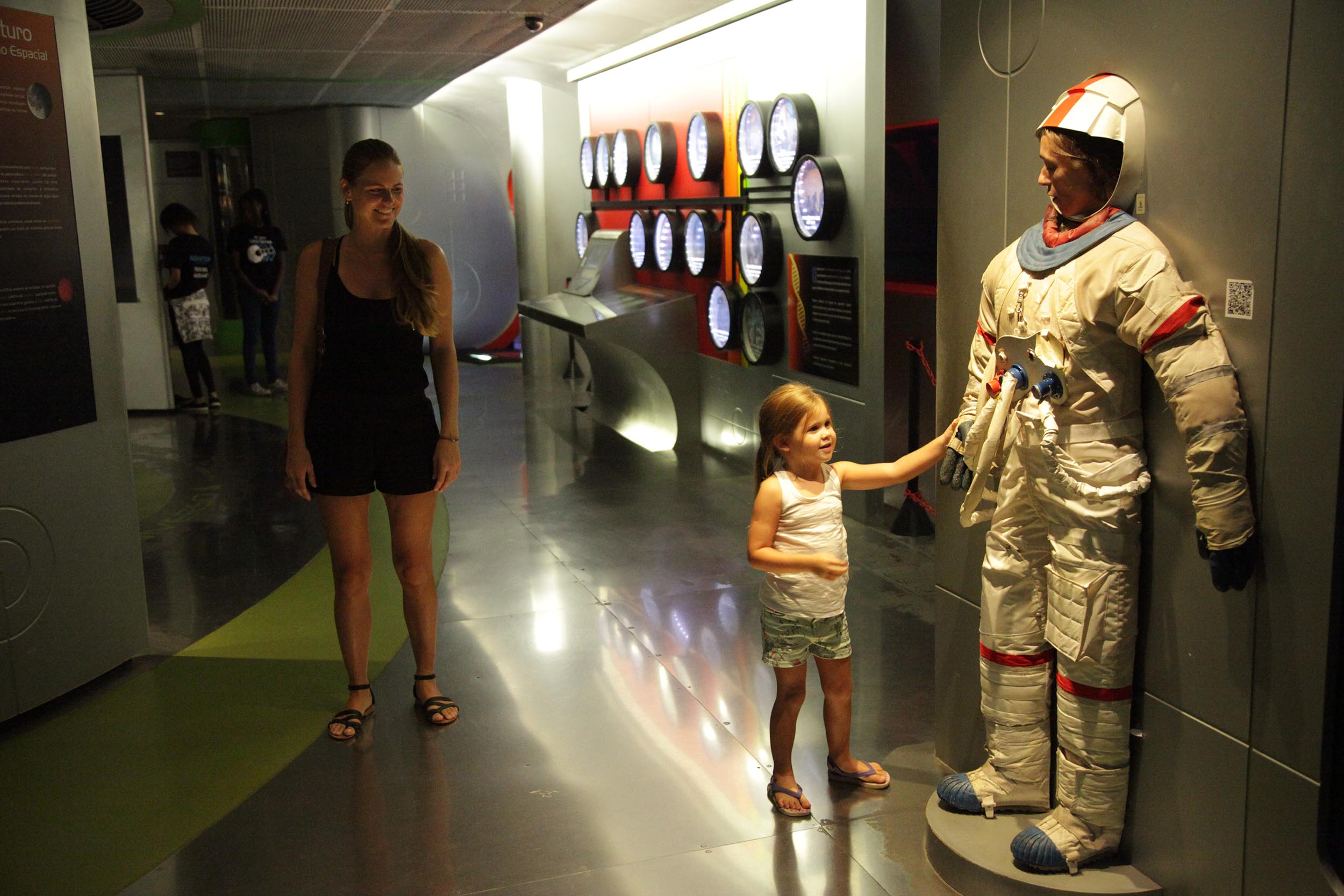
Traje de astronauta em exposição

A Feira consiste na exposição e apresentação de trabalhos de ciências elaborados por estudantes do ensino fundamental da Secretaria Municipal de Educação/ 2ª CRE (Coordenadoria Regional de Educação). Acontece conjuntamente com a Semana Nacional de Ciência e Tecnologia, no segundo semestre do ano, e a visita é gratuita. 

#### Projeto "Astros em Cena"
Grandes artistas da música popular brasileira se apresentam na Cúpula Carl Sagan ao longo do ano. O projeto está em sua terceira temporada. Para assistir aos shows, o público troca 1 quilograma de alimento não perecível pelo ingresso.

### Biblioteca
Com amplo acervo de livros especializados em astronomia, astronáutica, astrofísica e física, além de computadores para consulta e vários vídeos educativos, a biblioteca fica aberta ao público de segunda a sexta-feira.

### Cursos de Astronomia
Durante todo o ano, são oferecidos cursos voltados para o público leigo interessado em temas ligados à astronomia, com duração de uma semana. 

### Observação do céu
A Praça dos Telescópios está aberta ao público às quartas-feiras (atualmente, porém, em virtude de obras no planetário da Gávea, a atividade somente está acontecendo uma vez por mês) e a observação depende das condições meteorológicas. A atividade acontece ao anoitecer, das 18h30 às 19h30 (no horário de verão, a atividade é realizada das 19h30 às 20h30) e a entrada é franca.